# جورجيا روز براون
جورجيا روز براون (بالإنجليزية: Georgia Rose Brown) هي لاعبة جمباز فني أسترالية، ولدت في 22 يناير 1995 في Auchenflower, Queensland ‏ في أستراليا.

## وصلات خارجية
- جورجيا روز براون على موقع الاتحاد الدولي للجمباز (licence) (الإنجليزية)
- جورجيا روز براون على موقع الاتحاد الدولي للجمباز (biography) (الإنجليزية)
- جورجيا روز براون على موقع اتحاد ألعاب الكومنولث (مؤرشف) (الإنجليزية)